# Calum Jarvis
Calum George Jarvis (Ystrad, 12 de mayo de 1992) es un deportista británico que compitió en natación, especialista en el estilo libre. Está casado con la nadadora Jemma Lowe.
Ganó una medalla de oro en el Campeonato Mundial de Natación de 2015 y una medalla de oro en el Campeonato Europeo de Natación de 2018, en la prueba de 4 × 200 m libre.
En 2022 fue nombrado miembro de la Orden del Imperio Británico (MBE).

## Palmarés internacional
| Campeonato Mundial | Campeonato Mundial    | Campeonato Mundial | Campeonato Mundial |
| Año                | Lugar                 | Medalla            | Prueba             |
| ------------------ | --------------------- | ------------------ | ------------------ |
| 2015               | Kazán (Rusia)         | Medalla de oro     | 4 × 200 m libre    |
| Campeonato Europeo |                       |                    |                    |
| Año                | Lugar                 | Medalla            | Prueba             |
| 2018               | Glasgow (Reino Unido) | Medalla de oro     | 4 × 200 m libre    |